# Chivres-en-Laonnois
Ne doit pas être confondu avec Chivres ou Chivres-Val.
Chivres-en-Laonnois est une commune française située dans le département de l'Aisne en région Hauts-de-France.

## Géographie

### Localisation
- 1Carte dynamique
- 2Carte OpenStreetMap
- 3Carte topographique

### Hydrographie
La commune est située dans le bassin Seine-Normandie. Elle est drainée par la Souche, le Pointy, le cours d'eau 01 du Marais de Routy, Marais du Pigeon et divers bras de la Souche,,.
La Souche, d'une longueur de 32 km, prend sa source dans la commune de Sissonne et se jette dans la Serre à Crécy-sur-Serre, après avoir traversé douze communes.
Le Pointy, d'une longueur de 12 km, prend sa source dans la commune de Dizy-le-Gros et se jette dans la Souche à Liesse-Notre-Dame, après avoir traversé sept communes.

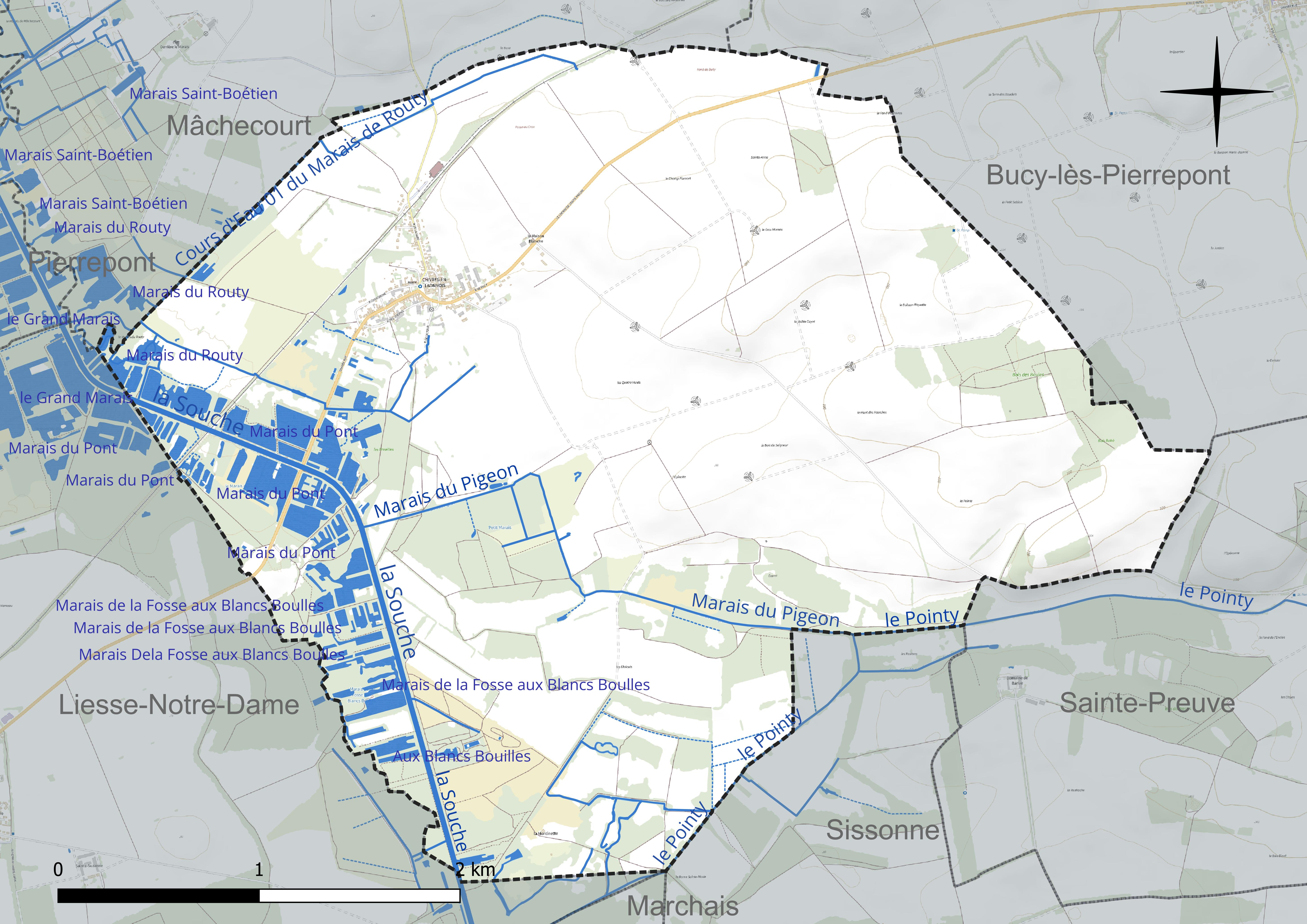
Réseau hydrographique de Chivres-en-Laonnois.

Six plans d'eau complètent le réseau hydrographique : l'Aux Blancs Bouilles (1,8 ha), le marais de la fosse aux Blancs Boulles (3,7 ha), le marais Dela la fosse aux Blancs Boulles (1,1 ha), le marais du Pont (4,3 ha), le marais du Routy, d'une superficie totale de 5,3 ha (3,4 ha sur la commune) et le marais Fosse (3,3 ha),.

### Climat
Pour des articles plus généraux, voir Climat des Hauts-de-France et Climat de l'Aisne.
En 2010, le climat de la commune est de type climat océanique dégradé des plaines du Centre et du Nord, selon une étude du CNRS s'appuyant sur une série de données couvrant la période 1971-2000. En 2020, Météo-France publie une typologie des climats de la France métropolitaine dans laquelle la commune est exposée à un climat océanique altéré et est dans la région climatique Nord-est du bassin Parisien, caractérisée par un ensoleillement médiocre, une pluviométrie moyenne régulièrement répartie au cours de l'année et un hiver froid (3 °C).
Pour la période 1971-2000, la température annuelle moyenne est de 10,3 °C, avec une amplitude thermique annuelle de 15,2 °C. Le cumul annuel moyen de précipitations est de 733 mm, avec 11,6 jours de précipitations en janvier et 9 jours en juillet. Pour la période 1991-2020 la température moyenne annuelle observée sur la station météorologique la plus proche, située sur la commune de Gizy à 6 km à vol d'oiseau, est de 11,0 °C et le cumul annuel moyen de précipitations est de 724,1 mm,. Pour l'avenir, les paramètres climatiques de la commune estimés pour 2050 selon différents scénarios d'émission de gaz à effet de serre sont consultables sur un site dédié publié par Météo-France en novembre 2022.

## Urbanisme

### Typologie
Au 1er janvier 2024, Chivres-en-Laonnois est catégorisée commune rurale à habitat dispersé, selon la nouvelle grille communale de densité à 7 niveaux définie par l'Insee en 2022.
Elle est située hors unité urbaine. Par ailleurs la commune fait partie de l'aire d'attraction de Laon, dont elle est une commune de la couronne,. Cette aire, qui regroupe 106 communes, est catégorisée dans les aires de 50 000 à moins de 200 000 habitants,.

### Occupation des sols
L'occupation des sols de la commune, telle qu'elle ressort de la base de données européenne d'occupation biophysique des sols Corine Land Cover (CLC), est marquée par l'importance des territoires agricoles (70,4 % en 2018), une proportion sensiblement équivalente à celle de 1990 (70,6 %). La répartition détaillée en 2018 est la suivante :
terres arables (53,5 %), prairies (16,2 %), zones humides intérieures (11,4 %), forêts (10,4 %), eaux continentales (3,6 %), zones urbanisées (2,1 %), milieux à végétation arbustive et/ou herbacée (2,1 %), zones agricoles hétérogènes (0,7 %).
L'évolution de l'occupation des sols de la commune et de ses infrastructures peut être observée sur les différentes représentations cartographiques du territoire : la carte de Cassini (XVIIIe siècle), la carte d'état-major (1820-1866) et les cartes ou photos aériennes de l'IGN pour la période actuelle (1950 à aujourd'hui).

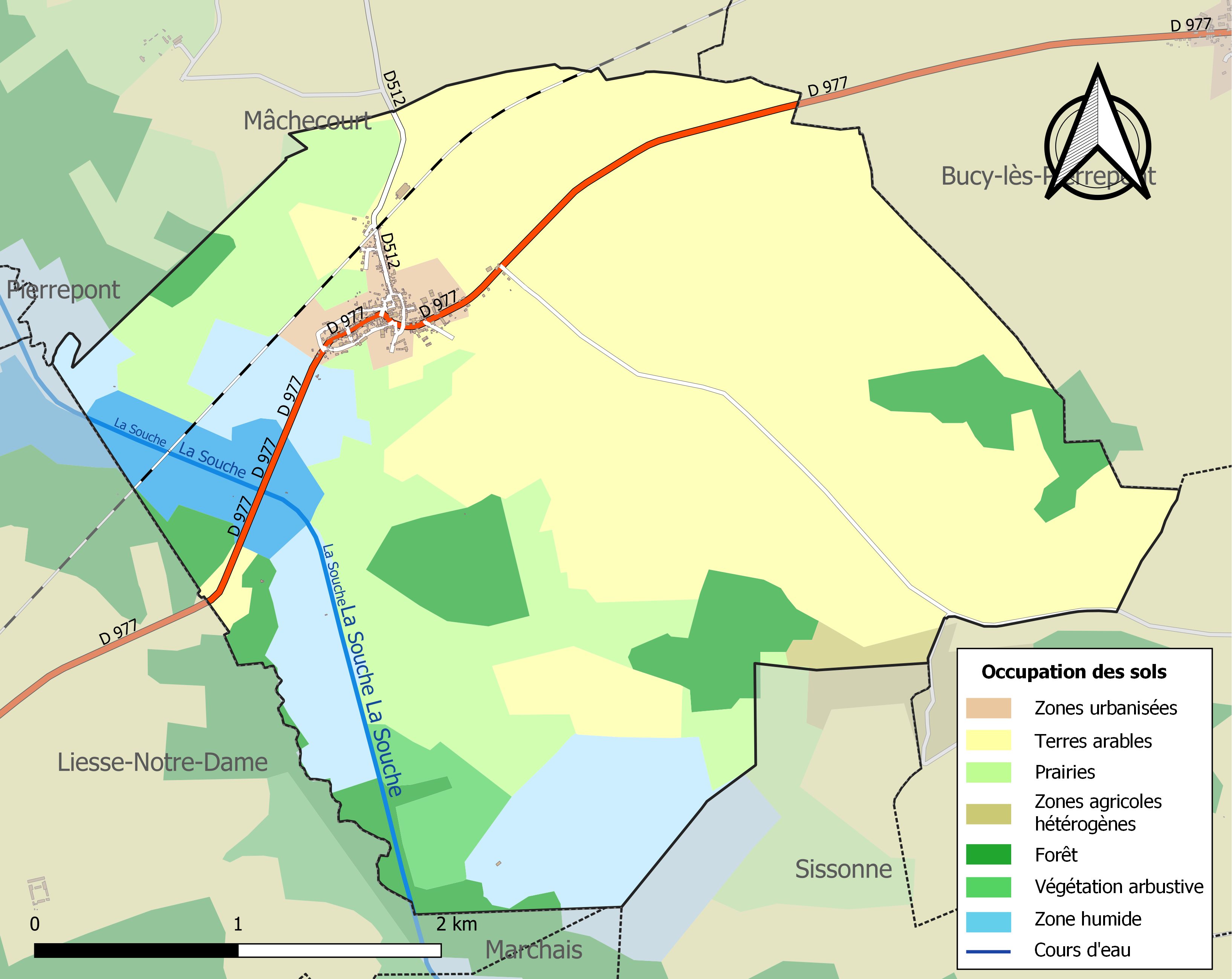
Carte des infrastructures et de l'occupation des sols de la commune en 2018 (CLC).

## Toponymie
Le nom de la localité est attesté sous les formes Capra (877) ; Chivre (1171) ; Chivres-lez-Liesse (1462) ; Chivres-lez-Pierrepont (1406) ; Chyvre (1623).

« Capra (en 877) aurait dû aboutir en picard à Quièvre (chèvre), par la suite, adoption d'une forme francienne Chièvre réduite à Chivres.
Le Laonnois est un « pays » et une petite région naturelle du département de l'Aisne, centré autour de la ville de Laon et délimitée par l'Oise, l'Ailette et l'Aisne.

## Histoire
Jusqu'à sa suppression en 1879, la commune de Chivres-en-Laonnois et Mâchecourt formaient une seule commune appelée Chivres-et-Mâchecourt.

## Politique et administration

### Découpage territorial
La commune de Chivres-en-Laonnois est membre de la communauté de communes de la Champagne Picarde, un établissement public de coopération intercommunale (EPCI) à fiscalité propre créé le 22 décembre 1995 dont le siège est à Saint-Erme-Outre-et-Ramecourt. Ce dernier est par ailleurs membre d'autres groupements intercommunaux.
Sur le plan administratif, elle est rattachée à l'arrondissement de Laon, au département de l'Aisne et à la région Hauts-de-France. Sur le plan électoral, elle dépend du canton de Villeneuve-sur-Aisne pour l'élection des conseillers départementaux, depuis le redécoupage cantonal de 2014 entré en vigueur en 2015, et de la première circonscription de l'Aisne  pour les élections législatives, depuis le dernier découpage électoral de 2010.

### Administration municipale
| Période                                  | Période                       | Identité           | Étiquette | Qualité                                |
| ---------------------------------------- | ----------------------------- | ------------------ | --------- | -------------------------------------- |
| Les données manquantes sont à compléter. |                               |                    |           |                                        |
|                                          |                               | F. F. Fossé        |           |                                        |
| Les données manquantes sont à compléter. |                               |                    |           |                                        |
| avant 1988                               | ?                             | Marceau Painvin    |           |                                        |
| mars 2001                                | mars 2008                     | Berthe Delachambre |           |                                        |
| mars 2008                                | En cours (au 12 juillet 2020) | Philippe Ducat     | DVG       | Employé Réélu pour le mandat 2020-2026 |

## Démographie

### Évolution
L'évolution du nombre d'habitants est connue à travers les recensements de la population effectués dans la commune depuis 1793. Pour les communes de moins de 10 000 habitants, une enquête de recensement portant sur toute la population est réalisée tous les cinq ans, les populations de référence des années intermédiaires étant quant à elles estimées par interpolation ou extrapolation. Pour la commune, le premier recensement exhaustif entrant dans le cadre du nouveau dispositif a été réalisé en 2007.

En 2022, la commune comptait 354 habitants, en évolution de −3,8 % par rapport à 2016 (Aisne : −1,97 %, France hors Mayotte : +2,11 %).
| 1793 | 1800 | 1806 | 1821 | 1831 | 1836 | 1841 | 1846 | 1851 |
| ---- | ---- | ---- | ---- | ---- | ---- | ---- | ---- | ---- |
| 281  | 453  | 455  | 540  | 784  | 729  | 745  | 770  | 763  |

| 1856 | 1861 | 1866 | 1872 | 1876 | 1881 | 1886 | 1891 | 1896 |
| ---- | ---- | ---- | ---- | ---- | ---- | ---- | ---- | ---- |
| 787  | 788  | 800  | 741  | 762  | 469  | 590  | 467  | 432  |

| 1901 | 1906 | 1911 | 1921 | 1926 | 1931 | 1936 | 1946 | 1954 |
| ---- | ---- | ---- | ---- | ---- | ---- | ---- | ---- | ---- |
| 469  | 479  | 425  | 386  | 400  | 405  | 394  | 399  | 343  |

| 1962 | 1968 | 1975 | 1982 | 1990 | 1999 | 2006 | 2007 | 2012 |
| ---- | ---- | ---- | ---- | ---- | ---- | ---- | ---- | ---- |
| 364  | 329  | 320  | 305  | 321  | 339  | 345  | 346  | 374  |

| 2017 | 2022 | - | - | - | - | - | - | - |
| ---- | ---- | - | - | - | - | - | - | - |
| 362  | 354  | - | - | - | - | - | - | - |

#### Chivres-et-Mâchecourt
Jusqu'en 1879, la démographie de Chivres-et-Mâchecourt était :
| 1793 | 1800 | 1806 | 1821 | 1831 | 1836 | 1841 | 1846 | 1851 |
| ---- | ---- | ---- | ---- | ---- | ---- | ---- | ---- | ---- |
| 281  | 453  | 455  | 540  | 784  | 729  | 745  | 770  | 763  |

| 1856 | 1861 | 1866 | 1872 | 1876 | - | - | - | - |
| ---- | ---- | ---- | ---- | ---- | - | - | - | - |
| 787  | 788  | 800  | 741  | 762  | - | - | - | - |

Histogramme

(élaboration graphique par Wikipédia)

## Culture locale et patrimoine

### Lieux et monuments
- Église Saint-Pierre.

### Personnalités liées à la commune
F. F. Fossé, mort fusillé le 12 septembre 1870. Maire de Chivres-et-Mâchecourt, accusé de n'avoir pas déclaré les armes que possédait sa commune ; il fut emmené prisonnier à Laon et traîné pendant deux jours de cette ville à Marchais et à Liesse où se trouvaient des chefs de corps. Il tomba sous les balles des Prussiens qui le fusillèrent sur le bord de la forêt de Samoussy.

## Pour approfondir